# بانکسیا (رجه)
بانکسیا (رجه) (نام علمی: Banksia ser. Grandes) نام یک series از بخشه بانکسیا است.